# TV Slovenija 3
TV Slovenija 3 nebo jen TV SLO 3 je specializovaná stanice, která se věnuje živým přenosům ze slovinského parlamentu a výborů, ale také zde lze nalézt dokumentární filmy, rozhovory a zprávy. Stanici provozuje a obsluhuje Radiotelevizija Slovenija.

## Vývoj loga

Logo 2008-2012
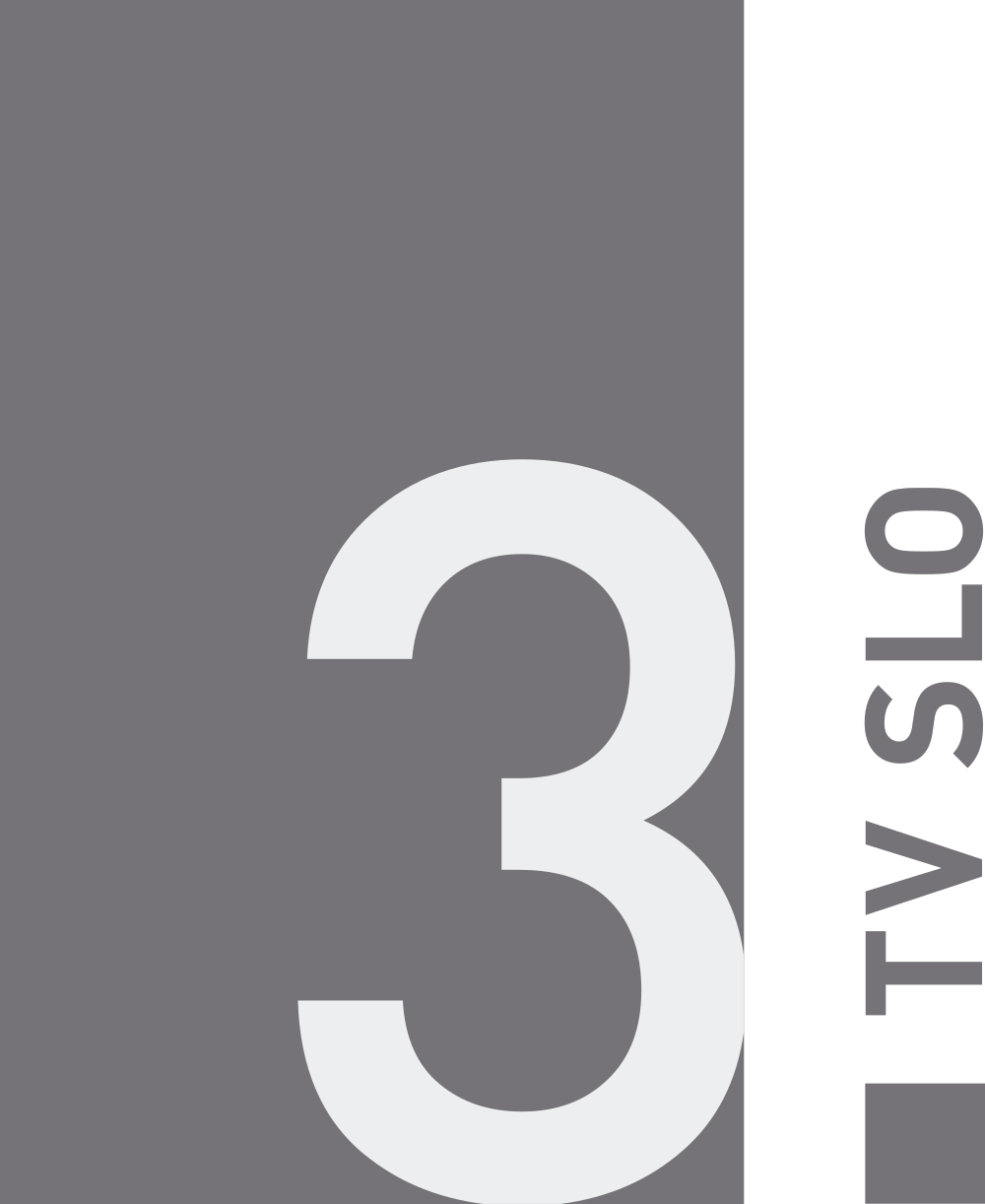
Současné logo